# Visszalökés-erősítő
A visszalökés-erősítő a csőhátrasiklásos rendszerű lőfegyvereknél a csőtorkolatra épített berendezés, amely a lövéskor a csőtorkolaton távozó gázok maradék energiáját hasznosítja a hátrasiklás fokozására. A visszalökés-erősítőt az üzembiztonság fokozására és a tűzgyorsaság növelésére használják. Működési módját illetően pont az ellentéte a csőszájféknek, melynek feladata a hátrasiklás csökkentése. Működésük azonban a fizikai alapokban eltér. A csőszájfék a kiáramló gázok reakcióerejét használja, míg a visszalökés-erősítő az expandáló lőporgáz nyomását hasznosítja. 

## Története
A visszalökés erősítőt először a rövid csőhátrasiklásos Vickers géppuskánál alkalmazták 1912-ben. Elsősorban géppuskáknál terjedt el. A Maxim-géppuskán alapuló német MG 08 géppuskán, valamint ennek léghűtéses változatán, az LMG 08-on is alkalmazták. A második világháborúban még általánosan elterjedt volt a géppuskáknál, napjainkban azonban más kevésbé elterjedt módszer, a késleltetett tömegzáras és gázműködtetésű fegyverek kiszorították. Azonban néhány modern fegyvernél megtalálható. Ilyen pl. a Rheinmetall MG 3 géppuska is.

## Működési elv

A Vickers rendszerű visszalökés-erősítő működése (animáció)